# サビール・ハリーファ
サビール・ハリーファ（Saber Khalifa、1986年10月14日 - ）は、チュニジア・ガベス出身の元プロサッカー選手。元チュニジア代表。現役時代のポジションは、フォワード。

## 経歴

### クラブ
地元クラブのスタッド・ガベシアンというクラブでプロキャリアをスタート。以来、チュニジア国内およびリビアのクラブを渡り歩いた。
2011年、フランスに渡りエヴィアン・トノン・ガイヤールFCに加入。この時、入国手続きの書類を書く際に苗字をKhalifaと書くべき所を誤って「a」の抜けたKhlifaと書いてしまい、2013年8月に訂正されるまでこの表記が定着した。2013年のクープ・ドゥ・フランスでは準優勝に貢献した。
2013年8月、オリンピック・マルセイユに移籍。しかし28試合でわずか1ゴールに終わった。
2014年7月、買い取りオプション付きのレンタルで母国のクラブ・アフリカーンに加入。

### 代表
2010年のボツワナ戦でチュニジア代表デビュー。
主要大会ではアフリカネイションズカップに3度参加した。

## 代表歴

### 出場大会
- チュニジア代表
  - 2018 FIFAワールドカップ

### 試合数
- 国際Aマッチ 45試合 7得点（2010年-2018年）[14]

| チュニジア代表 | 国際Aマッチ | 国際Aマッチ |
| 年             | 出場        | 得点        |
| -------------- | ----------- | ----------- |
| 2010           | 1           | 0           |
| 2011           | 2           | 1           |
| 2012           | 12          | 3           |
| 2013           | 10          | 1           |
| 2014           | 4           | 0           |
| 2015           | 8           | 1           |
| 2016           | 1           | 1           |
| 2017           | 3           | 0           |
| 2018           | 4           | 0           |
| 通算           | 45          | 7           |